# Magnetischer Tunnelkontakt

Schematischer Aufbau eines magnetischen Tunnelwiderstands

Ein magnetischer Tunnelkontakt (engl. magnetic tunnel junction, MTJ), kurz MTK, ist ein spintronisches Bauelement, welches den TMR-Effekt ausnutzt. Dabei handelt es sich um ein Bauelement, bestehend aus zwei Ferromagneten, welche durch einen dünnen Isolator getrennt sind. Ist die isolierende Schicht dünn genug (typisch einige Nanometer), so können Elektronen zwischen den beiden Ferromagneten tunneln.

## Aufbau
Moderne magnetische Tunnelkontakte bestehen aus mehreren übereinander gelegten Schichten. Im Kern befinden sich zwei ferromagnetische Schichten, deren Magnetisierungsrichtung durch ein externes Magnetfeld geschaltet werden kann. Diese ferromagnetischen Schichten werden von einer elektrisch isolierenden Oxid-Schicht getrennt. Hinzu kommen weitere äußere Trennschichten, welche die thermische Stabilität des magnetischen Tunnelkontakts erhöhen. Die einzelnen Schichten sind hierbei nur wenige Atomlagen dünn.

## Anschauliche Beschreibung
Mithilfe eines äußeren Magnetfeldes kann die Richtung der Magnetisierung der beiden ferromagnetischen Schichten unabhängig voneinander gesteuert werden. Wenn die Magnetisierungen gleich ausgerichtet sind, ist die Wahrscheinlichkeit, dass Elektronen durch die Isolatorschicht hindurchtunneln, größer als bei gegensätzlicher (antiparalleler) Ausrichtung. Damit kann der elektrische Widerstand des Kontakts zwischen zwei unterschiedlichen Widerstandszuständen ({\displaystyle \left\vert 0\right\rangle } und {\displaystyle \left\vert 1\right\rangle }) hin und her geschaltet werden.
Da die Magnetisierung auch ohne weitere Stromzufuhr erhalten bleibt, eignen sich magnetische Tunnelkontakte zum Einsatz in nichtflüchtigen Speichern.

## Herstellung
Magnetische Tunnelkontakte werden in Dünnschichttechnologie gefertigt. Zur Schichtherstellung im industriellen Maßstab wird dazu Magnetron-Sputtern eingesetzt, im Labormaßstab aber auch Molekularstrahlepitaxie, Laserstrahlverdampfen, Elektronenstrahlverdampfen und Ionenstrahl-Sputtern. Die eigentlichen Kontakte werden mit Fotolithografie erzeugt.
Seit 2000 werden Tunnelbarrieren aus Magnesiumoxid (MgO) entwickelt. 2009 wurden mit CoFeB/MgO/CoFeB-Kontakten relative Widerstandsänderungen bis 600 % bei Raumtemperatur erreicht; bei 4,2 K sogar über 1100 %.

## Anwendung
Die Leseköpfe moderner Festplattenlaufwerke arbeiten heute auf der Basis von magnetischen Tunnelkontakten. Entsprechende magnetische Tunnelkontakte kommen auch als Hall-Sensoren zum Einsatz.
Magnetoresitiver RAM (MRAM) nutzt magnetische Tunnelkontakte als Speicherelement. Zukünftig ist zudem der Einsatz in reinen Spintronik-Schaltungen denkbar.